# Ich wollte, dass du lebst. Eine Liebe im Schatten des Todes
Ich wollte, dass du lebst. Eine Liebe im Schatten des Todes (2001) ist ein Buchtitel der beiden Literaturwissenschaftler Ilana Hammerman und Jürgen Nieraad. 

## Allgemeines
Im Buch wird beschrieben, wie die beiden Eheleute mit der Leukämie-Diagnose von Nieraad, den Behandlungen im Hadassah Medical Center in Jerusalem und dem Sterben umgehen und „wie sie ihre Liebe nicht vom nahen Tod schmälern lassen.“ Der Teil von Nieraad wurde auf Deutsch geschrieben (und von Hammerman ins Hebräische übersetzt), der Teil von Hammerman auf Hebräisch verfasst. Das Werk besteht aus zwei getrennten Geschichten und trägt einen Titel, der ebenfalls aus zwei Teilen besteht. 2005 war das Werk auf Deutsch ein Bestseller.
Jürgen Nieraad habe „für das Recht eines jeden Menschen auf einen selbstgewählten und selbstbestimmten Tod“ plädiert, schreibt Winfried Stanzick. Das Buch sei ein literarisches Zeugnis und eine „gnadenlose und erschütternde Dokumentation menschlichen Leidens und menschlicher Kraft“. Jürgen Nieraad habe seine Erfahrungen wie gewohnt aufgeschrieben und Ilana Hammerman nach seinem Tod und noch ohne Kenntnis seines Textes erzählt, wie sie ihrerseits die letzten Monate des gemeinsamen Lebens erlebt hat. Das Werk sei „ein Dokument über den Wahnsinn der modernen Intensiv- und Strahlenmedizin. Es zeigt, wie schnell selbst bewusste Menschen in eine Abhängigkeit geraten, aus der sie nicht mehr herauskönnen.“ Der Grad an Freiheit, den wir erlangen können, sei möglicherweise abhängig von den Räumen und Behältern, die uns einerseits umgeben und von denen wir uns andererseits zu befreien suchen, so Rita Charon. Wenn in der Medizin der Körper lediglich als Maschine oder als krankes Gewebe angesehen wird, geht verloren, dass der Körper das am nächsten gelegene Zuhause des Patienten ist.

## Analyse
Die Literaturwissenschaftlerin Shlomith Rimmon-Kenan sieht das Werk als dokumentarisch und literarisch an und beleuchtet in ihrer erzähltheoretischen und ethischen Analyse mit dem Titel „In Two voices, or: Whose Life/Death/Story Is It, Anyway?“ (2005) das Verhältnis zwischen dem sterbenden Ehemann und seiner Frau; den zweifachen Akt des Erzählens; wie das medizinische „System“ sich sowohl des Ehemannes als auch dessen Frau bemächtigt habe; welche Reaktionen es seitens Ärzten und anderer Leser auf dieses Buch gegeben hat und wie sie sich selbst die Geschichte aneignet – was man an ihrem Essay sehen könne.
Rimmon-Kenan befasst sich damit, wie unterschiedlich erzählt wird. Nieraads Reise geht vor allem nach innen, während Hammerman sowohl gegen „die Medizinmaschine“ als auch gegen die tödliche Krankheit kämpft. Nieraads Teil steht an zweiter Stelle. In ihm wird zeitnah von den Ereignissen zwischen Diagnose, Knochenmarktransplantation und Nachlassen der Symptome der Krankheit berichtet und Rimmon-Kenan macht in der Art, mit der Nieraad auf das Medizinsystem reagiert, einen passiven Widerstand gegen dessen Kontrolle aus. Dieser Teil des Buches besteht aus zwei Abschnitten, wobei der erste bis zur Transplantation geht, in der dritten Person erzählt wird und von der Figur Georg handelt, die pseudofiktional ist. Der zweite Abschnitt ist in der ersten Person verfasst, teilweise als Autobiografie und teilweise in Form von Tagebucheinträgen. Über Nieraads Lebensende erfährt der Leser nur aus dem ersten Teil des Buches, der von Hammerman stammt, die dann das Wort quasi an Nieraad übergibt. Für seine aktuelle Reise in Richtung Tod und Authentizität verwendet Nieraad den Terminus Bildungsroman, er kommentiert selbstironisch sein Rollenspiel und nimmt Bezug auf Heinrich Heines „sterbenden Gladiator“.
Hammermans Teil steht voran und ist retrospektiv. Es wird darin von verschiedenen zeitlichen Standpunkten aus erzählt und zwar in der ersten Person plural („wir“), womit angedeutet wird, dass beide an der Krankheit beteiligt sind. Da in Hammermans Teil die Erzählerin merkt, dass die Ehepartner nicht mehr gleich sind – was sie in ihrer Ehe immer angestrebt hätten –, problematisiert sie dieses „wir“ und schreibt manchmal „wir – ich meine: Du“ oder „wir – ich meine: Ich.“ In beiden Teilen des Buches wird der jeweils andere Partner implizit angesprochen. Weil die Frau mit dem Entschluss des Mannes nicht einverstanden war, sein Leben selbst zu beenden, und der Mann einsah, dass er auf Frau und Sohn würde Rücksicht nehmen sollen, hatte der Mann seinen Entschluss, alle Behandlungen zu stoppen und zuhause zu sterben, zuerst seinem Pfleger in der Klinik und nicht seiner Frau mitgeteilt. Hammerman berichtet aber, dass sie seinen Wunsch nicht habe respektieren können, und auch dies hat der Einschätzung von Rimmon-Kenan nach zur Folge, dass sie ihrerseits ebenfalls erzählen muss, um ihn um Verzeihung zu bitten dafür, dass sie ihn seiner Freiheit beraubt habe, mit der er über sein Lebensende selbst hatte entscheiden wollen.
Rimmon-Kenan fragt sich, wie nun sie selbst dazu komme, die Erzählweise einer Situation kritisch zu beurteilen, die sie selbst nicht erlebt hat, und ob nicht jedes Erzählen des Lebens eines anderen auch eine Aneignung sei, und zwar unvermeidbarerweise. Rimmon-Kenan geht es darum, formale erzählerische Aspekte abzuwägen mit den komplexen ethischen Implikationen, die ihnen anhaften, und sie stellt heraus, dass Nieraads Art zu erzählen andeute, dass eine größere Distanz zueinander den Vorteil hat, dem Anderssein des Anderen mehr Raum zuzugestehen als dies in der Erzählweise von Hammerman der Fall sei.
Im letzten Teil ihres Essays bespricht Rimmon-Kenan die öffentliche Reaktion auf das Buch in Israel, wo dessen Thema für Wochen, vielleicht Monate, in literarischen Zeitschriften ebenso wie in tagesaktuellen Publikumsmedien diskutiert worden sei und sich Ärzte ebenso wie Patienten beteiligt hätten. Aus erzähltheoretischer Sicht sei Folgendes bemerkenswert gewesen: Es hat eine große Kluft gegeben zwischen dem, was reale Leser geschrieben haben, und dem, was dem impliziten Leser hätte zugeschrieben werden können. Nicht weniger interessant seien wiederum die Ähnlichkeiten zwischen Reaktionen der realen Leser und denjenigen Prozessen gewesen, die im Text selbst vorkommen. Dann geht sie auf Beispiele ein, die vor allem die bestehende Spannung zwischen dem Respekt für den Anderen und der Inbesitznahme des Anderen beleuchten.
Rimmon-Kenan beschließt ihre Besprechung und Analyse des Buches mit selbstkritischen Fragen: Rückblickend stelle sie fest, dass auch sie selbst sich in den Gefahren verfangen habe, die mit dem Erzählen assoziiert werden, vor allem, seit sie als Patientin in demselben Kontext selbst einige Erfahrungen gemacht habe. Die Darlegung ihres eigenen autobiografischen Bezugs sei aber eventuell kaum mehr als das, was in den öffentlichen Debatten vonstattengegangen sei, nämlich ein erneutes Nachspielen (re-enactment) des Erzählten, eine performative Wiederholung der Aneignung (appropriation). Sobald ein Text allerdings publiziert sei, gehöre er dem Autor nicht mehr, und daher stelle sie ihre Frage tatsächlich offen: um wessen Leben, Tod, Sterben es sich denn überhaupt handele (vgl. den Titel ihres Essays).

## Ausgaben
- Ilana Hammerman, Jürgen Nieraad: Ich wollte, dass du lebst. Eine Liebe im Schatten des Todes, aus dem Hebräischen von Anne Birkenhauer, 268 Seiten, Aufbau-Verlag, Berlin 2005, ISBN 3-351-02606-4
- Originalausgabe in hebräischer Sprache: Ilanah Hamerman, Yurgen Nirʼad: hebräisch Be-mazal sarṭan : masaʻ li-veli shuv במזל סרטן : מסע לבלי שוב, Tel Aviv, Am Oved 2001, ISBN 965-13-1527-X, ISBN 978-965-13-1527-5